# Trickster (muzyk)
Trickster ( właśc. Jürgen Pichler) – austriacki muzyk mieszkający w Wielkiej Brytanii, znany ze swojego eklektycznego stylu muzycznego.

## Przebieg kariery muzycznej
Trickster debiutował w listopadzie 2022 roku singlem Thank Fuck It's Christmas, który wykonał wraz z Royal Philharmonic Orchestra. Pełna przekleństw, nasycona niestosownym słownictwem piosenka, odzwierciedlała napięcia i stres towarzyszące tamtemu okresowi. Tekst został napisany przez Guya Chambersa (autora tekstów i producenta Robbiego Williamsa) we współpracy z komikiem Steve’em Furstem i Tricksterem. 
Tekst określanej jako "jedyna świąteczna piosenka, która powinna powstać w 2022 roku" skupiał się na problemach tamtego okresu, takich jak działalność rządu Wielkiej Brytanii, kryzys kosztów utrzymania, wybuch pandemii, czy też ultra-bogaci próbujący przenieść się na Marsa.
Wydano również ocenzurowaną wersję zatytułowaną Praise Be It's Christmas. Teledyski do obu piosenek stały się viralem, z kilkoma milionami wyświetleń na YouTube. Pierwszy teledysk został wyreżyserował Phil Griffin (znany z pracy z Amy Winehouse, Diana Ross czy Paulem McCartneyem). Drugi, nakręcony w szwajcarskich Alpach, reżyserował Norbert Blecha (Requiem for Dominic, Wolfsliebe). 
Trickster przekazał cały zysk z wyświetleń obu teledysków organizacjom charytatywnym zajmującymi się opieką nad dziećmi i przeciwdziałaniem zjawisku głodu. Pod hasłem “prawdziwa zmiana to nie żart” Trickster i jego zespół rozdawali produkty spożywcze kilku bankom żywności w Wielkiej Brytanii. Bank żywności w południowo-zachodnim Belfaście, w jednym z najbardziej ubogich obszarów, otrzymał znaczny impuls dzięki tej kampanii (prawie go przegapili, ponieważ początkowo myśleli, że to żart, biorąc pod uwagę nieoczekiwaną kwotę skierowaną do tego raczej niewspieranego obszaru kraju). Piosenkarz Ther wyjaśnił swoją dbałość o szczegóły, takie jak wartość odżywcza żywności, własnymi doświadczeniami z dzieciństwa związanymi z brakiem bezpieczeństwa żywieniowego.
W obu teledyskach prawdziwa tożsamość Trickstera została ukryta animacją, co wywołało falę spekulacji kto to jest. Niektórzy zastanawiali się, czy to nie Steve Furst, współautor tekstów czy może jakaś inna popularna postać, z którą Guy Chambers współpracował wcześniej. Albo ktoś inny o znanym, ale zapomnianym już nazwisku mający ciągle coś do udowodnienia.
W maju 2023 roku Trickster wydał singiel Still Kicking, inspirowany wypadkiem samochodowym, który przeżył w 2017 roku w południowej Francji. Utwór cechuje się charakterystycznym brzmieniem nawiązującym do alternatywnego rocka z końca lat 90., Americany i muzyki filmowej. Utwór został wyprodukowany przez Guya Chambersa, Richarda Flacka i Trickstera. Tym razem artysta pokazał swoją twarz w teledysku. Oprócz okoliczności dotyczących powstania utworu, w prawie pojawiło się dużo informacji o tym, że piosenkarz jest Austriakiem mieszkającym w Wielkiej Brytanii.
W listopadzie 2023 roku Trickster wydał "Silent Night" vs "Santa Claus Is Coming To Town", mash-upową mieszankę dwóch świątecznych klasyków z udziałem grupy wokalnej The Swingles. Przy tej okazji w mediach potwierdzono prawdziwe nazwisko artysty - Jürgen Pichler (właściciel marki Trickster). Był już znany jako producent różnych zespołów i muzyków (takich jak austriacki zespół Hunger) oraz jako autor piosenek (takich jak Olé Hola Patricka Lindnera) Wspierał również inicjatywy charytatywne, takie jak "Stoppt die Welpenmafia" w Austrii..
23 kwietnia 2024 r. (Dzień Świętego Jerzego) Trickster zaprezentował swoją wersję brytyjskiego hymnu narodowego God Save the King, nagraną wspólnie z Royal Philharmonic Orchestra w Abbey Road Studios. Wspomniał, że chciał stworzyć tę wersję, aby wyrazić swoją miłość do Wielkiej Brytanii. Utwór był pierwszym nagranym dla króla Karola przez obcokrajowca. W fazie produkcji, wracając z Portugalii jako drugi pilot helikoptera, musiał awaryjnie lądować na farmie w północno-zachodniej Hiszpanii z powodu trudności technicznych.
W maju 2024 r. Trickster ogłosił w Cannes projekt przygodowego thrillera “Travel Agents” (producent: Norbert Blecha), luźno opartego na historii jego życia, z budżetem 85 milionów funtów. Będzie pełnił rolę producenta wykonawczego, a także sam zagra w filmie. Współpracuje również z Guyem Chambersem przy tworzeniu ścieżki dźwiękowej do filmu. Początkowo główną rolę w filmie przyznano Gérardowi Depardieu, co oznaczałoby jego powrót po trzyletniej przerwie (zdeterminowanej aresztowaniem po oskarżeniach o napaść seksualną). Biorąc jednak pod uwagę kontrowersje, jakie wkrótce wywołał ten casting, producenci ponownie rozważyli swoją decyzję i wycofali się z tego wyboru.

## Dyskografia
- Thank Fuck It's Christmas (Single, 2022)
- Still Kicking (Single, 2023)
- "Silent Night" vs "Santa Claus Is Coming To Town" (Single, 2023)
- Be Careful What You Wish For (Single, 2024)
- God Save the King (Single, 2024)